# Reményi József (író)
Reményi József (Pozsony, 1891. december 1. – Cleveland, USA, 1956. szeptember 25.), Joseph Reményi, amerikai magyar író, irodalomtörténész.

## Élete
Pozsonyban tanult, majd jogot hallgatott. Első írásai A Hétben jelentek meg. Az első világháború előtt és alatt az Amerikai Egyesült Államokban konzulátusi tisztviselő volt osztrák-magyar szolgálatban, ott is telepedett le. Később újságírással foglalkozott, ottani magyar és angol nyelvű lapok munkatársa volt. 1926-tól egyetemi tanszéket kapott, a clevelandi egyetemen az egyetemes irodalomtörténet tanáraként működött. Később a Cleveland Institute of Music és a Cleveland lnstitute of Art-on adott elő. A párizsi Nemzetközi Tudományos és Irodalmi Akadémia tagja.

## Munkássága
Jelentős szerepe volt a magyar irodalom amerikai megismertetésében. Számos angol nyelvű ismertetést, tanulmányt közölt a magyar irodalom nagy alakjairól, többek között Kazinczy Ferenc, Katona József, Mikszáth Kálmán, Madách Imre, Ady Endre, Babits Mihály és mások munkásságáról. Megírta angolul a magyar irodalom történetét. Amerikai írókat magyarul bemutató portréi a Nyugatban jelentek meg (pl. Eugene O’Neill, Sinclair Lewis).
Magyar nyelvű elbeszéléseinek egy része az előadott történeten kívül érdekes riport is Amerika életéről, sok önelemzéssel, szemlélődéssel. Főművében, önéletrajzi ihletésű nagyszabású regénytrilógiájában egy amerikai magyar, Barth János élettörténetét meséli el. Az első részben (Jó hinni; 1922) a regény magyar hőse útnak indul Amerikába. A második részben (Emberek, ne sírjatok; 1926) a Felvidékről jött, mélyen érző ember, már mint John Barth belekerül az Újvilág forgatagába, ahol csak a pénz, az üzletkötés számít. A világháború után átutazik Európába, Budapesten is megfordul, de itt is lesújtottan tapasztalja, milyen távoli álom a magasabbrendű élet, mégsem veszíti el a reményt. A harmadik rész (Élni kell; 1931) szerelmi kalandjáról és házasságáról szól, a sokat szenvedett hős révbe ér.
Reményi József könyve én-regény: ebből ered líraisága, mégis megvan a kortörténeti és lélektani hitelessége. Tipikus amerikaiak és különféle sorsú amerikás magyarok jelennek meg a történet során, nagyvárosokban élő gyökértelen emberek bukkannak fel és tűnnek el a szürkeségben. Nemes lángolások nélkül folyik az amerikai élet, romantika nélkül bontakozik ki a regénytrilógia meséje.

### Munkáiból
- Akik árnyékban élnek (novellák, Pozsony, 1912)
- Éjféli emberek (Pozsony, 1913)
- Amerika (novellák, New York, 1915)
- Messzeségek. Kis regény; Tevan, Békéscsaba, 1916 (Tevan-könyvtár)
- A sárga szekfű (novellák, 1916)
- Jó hinni (regény, Budapest, 1922). (A regénytrilógia első része.)
- Emberek, ne sírjatok (regény, Berlin, 1926). (A regénytrilógia második része.)
- Amerikai írók (tanulmányok, Budapest, 1927)
- Lesz-e reggel (regény, Kassa, 1928)
- Élni kell! (regény, Kassa, 1931). (A regénytrilógia harmadik része.)
- Idegenben (verses életregény, Budapest, 1934)
- Szerelmesek voltak (regény, Budapest, 1936)
- Amerikai írók (tanulmányok, Budapest, 1937)
- Hungarian Literature; American Hungarian Federation, Washington, 1947 (American Hungarian Library)
- Sándor Petőfi Hungarian poet. 1823-1849; Hungarian Reformed Federation of America, Washington, 1953 (Hungarica Americana)
- Three Hungarian poets. Bálint Balassa, Miklós Zrinyi, Mihály Csokonai Vitéz; The Hungarian Reformed Federation of America, Washington, 1955 (Hungarica Americana)
- Hungarian writers and literature. Modern novelists, critics, and poets; Rutgers University Press, New Brunswick, 1964